# Мартынов, Леонид Николаевич
Леони́д Никола́евич Марты́нов (9 [22] мая 1905, Омск, Акмолинская область, Российская империя — 21 июня 1980, Москва, СССР) — русский советский поэт и журналист, переводчик поэзии. Лауреат Государственной премии СССР (1974).

## Биография
Родился 9 (22) мая 1905 года в Омске в семье владивостокского мещанина, техника путей сообщения Николая Ивановича Мартынова (1875—1943) и дочери военного инженера Григория Павловича Збарского из семьи кантониста, учительницы Марии Григорьевны Збарской (1881—1944), позже работавшей секретарём местного здравотдела. Сибирский род Мартыновых, по беллетризованным воспоминаниям поэта, идёт от «владимирского коробейника-книгоноши Мартына Лощилина, осевшего в Семипалатинске». У него был старший брат Николай (1899—1966), старший преподаватель на кафедре химии Омского машиностроительного института и бригадир учебного цеха на омском заводе а/я № 7; публиковал стихи под псевдонимом «Н. Семёнов». Учился в Первой Омской мужской классической гимназии, которую покинул после окончания четвёртого класса.
Дебютировал в печати в 1921 году заметками в омских газетах «Сигнал», «Гудок», «Рабочий путь». Первые стихотворения были напечатаны в сборнике «Футуристы», изданном в походной типографии агитпарохода «III Интернационал». Входил в футуристическую литературно-художественную группу «Червонная тройка» (1921—1922), куда входили также В. Уфимцев, В. Я. Шебалин и Н. А. Мамонтов. В конце 1921 года вслед за Н. А. Мамонтовым уехал поступать во ВХУТЕМАС, однако оба они вскоре вернулись из-за неустроенности быта. Став в 1924 году разъездным корреспондентом газеты «Советская Сибирь» (Новониколаевск), Мартынов объездил всю Западную Сибирь и Казахстан. Участвовал в геологических экспедициях. В 1927 году редактор «Звезды» Н. С. Тихонов напечатал стихотворение «Корреспондент» — первая публикация за пределами Сибири. В 1930 году в Москве вышла первая книга Мартынова — очерки о Прииртышье, Алтае и Казахстане «Грубый корм, или Осеннее путешествие по Иртышу» (Москва, «Федерация», 1930). В 1932 году сдал в редакцию «Молодой гвардии» книгу «новелл о любви и ненависти в годы начала социалистической перестройки», которую так и не напечатали и которая считается ныне пропавшей.
В 1932 году был арестован по обвинению в контрреволюционной пропаганде и осуждён по делу так называемой «Сибирской бригады» по статье 58/10 УК РСФСР к высылке на три года в Северный край. (Реабилитирован прокуратурой СССР 17 апреля 1989 года посмертно). Административную ссылку провёл в Вологде, где жил с 1932 до 1935 год. Работал в местной газете «Красный Север», где и встретился с будущей женой, Ниной Поповой. После ссылки они вдвоём вернулись в Омск.
В 1937 году Вивиан Итин публикует поэму Мартынова «Правдивая история об Увенькае» в журнале «Сибирские огни». По словам поэта, Итин сыграл большую роль в его жизни: «…Нас объединяли многие творческие и, я бы сказал, политические, государственные интересы». В 1939 году в том же журнале печатается «Тобольский летописец».
В 1939 году к Мартынову пришла литературная известность: вышла книга «Стихи и поэмы» (Омск, 1939). Поэмы с исторической сибирской тематикой заметил и оценил К. М. Симонов в рецензии «Три поэмы» («Литературная газета», июль 1939). На следующий год вышли исторический очерк об Омске «Крепость на Оми» и книги «Поэмы» (вышли одновременно в Москве и Омске). В 1940—1943 годах входил в редколлегию литературных сборников «Омский альманах».
В 1942 году благодаря хлопотам писателя А. Калинченко был принят в СП СССР. В 1943 году К. М. Симонов предложил своё место фронтового корреспондента в «Красной Звезде». Мартынов вернулся в Омск «за вещами», но был тут же призван в армию, в Омское пехотное училище. По состоянию здоровья был освобождён от военной службы и служил как литератор — писал историю училища.
Сборник «Лукоморье», «зарезанный» А. А. Фадеевым, усилиями нового председателя Союза писателей СССР Н. С. Тихонова вышел в 1945 году. В феврале 1946 года Л. Н. Мартынов переехал в Москву.
В декабре 1946 года в «Литературной газете» вышла статья В. М. Инбер с негативной рецензией на книгу стихов «Эрцинский лес» (Омск, 1946). После резкой критики и «проработки» в Москве, Омске и Новосибирске тираж книги был уничтожен, и доступ к печати закрылся на девять лет. Всё это время поэт писал «в стол» и зарабатывал переводами.
Переводил на русский язык стихотворения английских (Ч. Дибдин, А. Теннисон), чешских (Ян Неруда), чилийских (Пабло Неруда), венгерских (Э. Ади, А. Гидаш, Д. Ийеш, Ш. Петефи, И. Мадач, А. Йожеф), литовских (Э. Межелайтис, интересно, что и Межелайтис переводил поэзию Мартынова на литовский язык), польских (Я. Кохановский, А. Мицкевич, Ю. Тувим, Ю. Словацкий, Ю. Пшибось, А. Важик, Ц. Норвид, К. Галчинский), французских (А. Рембо, В. Гюго, Ш. Бодлер), итальянских (С. Квазимодо, А. Северини), югославских (О. Жупанчич, М. Крлежа) и других поэтов. По словам Леонида Мартынова, он перевёл около ста тысяч стихотворных строк. За переводческую деятельность награждён правительством Венгрии орденами «Серебряный Крест» (1949), «Золотая Звезда» (1964) и «Серебряная Звезда» (1970).
Первая книга после вынужденного простоя вышла в 1955 году — книга «Стихи» была «первым поэтическим бестселлером» после войны, сразу стала редкостью; в 1957 году она была переиздана. После этого Мартынова стали печатать так часто, что Ахматова по этому поводу с неудовольствием заметила, что «поэту вредно часто печататься». Несмотря на признание, поэт вёл закрытый образ жизни, и уже при жизни его называли не иначе как «тихий классик»

Мартынов пишет повествовательные и описательные стихи, но преобладают у него такие, в которых конкретное происшествие служит толчком для философского анализа — в форме непосредственного размышления или в образной форме. … В богатстве образного языка Мартынова отражается и современная цивилизация, и природа; звукового воздействия он достигает с помощью аллитераций и выстраивания словесных рядов.— Казак В. Лексикон русской литературы XX века. — М., 1996. — С. 256.

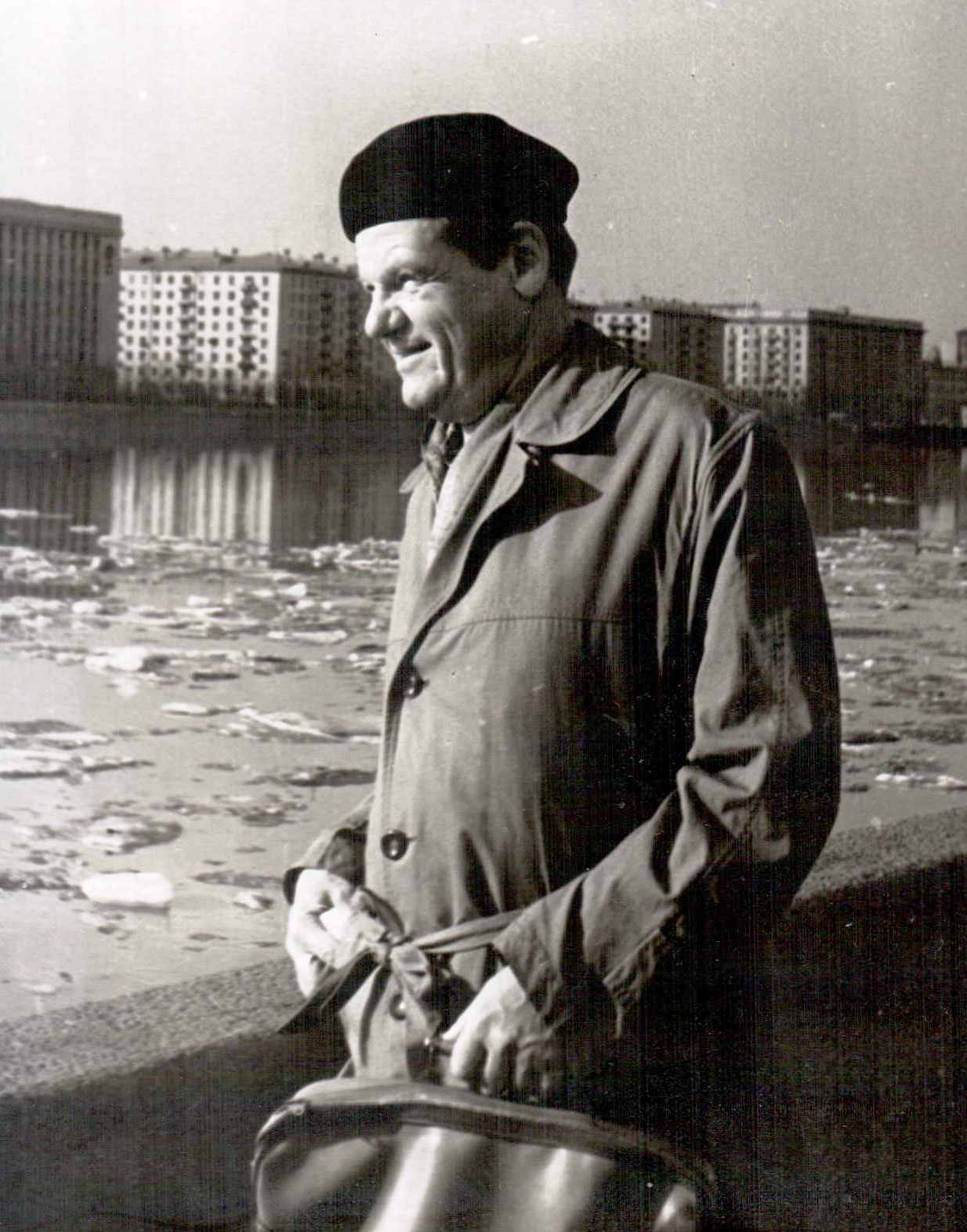
Л. Мартынов. Москва, апрель 1963 г. Фото В. Уткова

Историки литературы часто упоминают имя Мартынова в связи с выступлением на общемосковском собрании писателей 31 октября 1958 года, посвящённом событиям вокруг публикации романа Бориса Пастернака «Доктор Живаго», где он выступил с осуждением писателя:

Живые, стремящиеся к лучшему будущему люди, не за автора «Доктора Живаго». Если Пастернаку и кружит голову сенсационная трескотня известных органов заграничной печати, то большинство человечества эта шумиха не обманет! […] Так пусть Пастернак останется со злопыхателями, которые льстят ему премией, а передовое человечество есть и будет с нами.
В заключении собрания было принято предложение председательствующего С. С. Смирнова обратиться к правительству с просьбой о лишении Бориса Пастернака советского гражданства.
Мартынов стремился идти в ногу со временем, интересовался последними достижениями науки. Так, в 1959 году он написал стихотворение «Небо и земля» («В расширяющейся вселенной…»), а в 1965 создал в стихотворной форме краткую биографию («Мир не до конца досоздан…») петербургского математика и физика Александра Фридмана, который в споре с Эйнштейном показал возможность нестационарной Вселенной, чем положил начало теории расширяющейся Вселенной.
В 1960—1970 годах писал книгу мемуарной прозы, которую задумывал назвать «Стоглав». Сам поэт писал, что «Стоглав» «касается не только возникновения того или другого моего стихотворения, но, будучи правдив и ясен, по возможности — всего строя жизни». Однако время и цензура не позволили напечатать все главы одновременно, потому последовательность глав нарушена. Первый сборник автобиографических новелл «Воздушные фрегаты» вышел в 1974 году. По красоте стиля и широте охвата его можно назвать «энциклопедией» жизни омских художников 1920—1940-х годов. Второй сборник новелл — «Черты сходства» — вышел уже после смерти поэта. И, наконец, спустя четверть века, в 2008 году были напечатаны все остальные новеллы книги «Стоглав».
В августе 1979 года умерла жена Нина, а 21 июня 1980 года —- и сам поэт. Похоронен в Москве на Востряковском кладбище (участок 19). Незадолго до смерти заключил брак с Галиной Алексеевной Суховой (3 апреля 1925, Москва — 22 января 2016, Москва). Г. А. Сухова-Мартынова посвятила себя работе с архивами поэта и изданию новых книг, и до последнего дня занималась архивом мужа.

В тот момент, когда трагически ощущался уход великих русских поэтов XX века, особенно драгоценным было присутствие каждого, удерживающего традицию, успевшего подышать воздухом поэтического обновления начала века. Леонид Мартынов был одним из последних.— Шайтанов И. Леонид Мартынов // Русская литература XX века. — М., 2007. — С. 374.

## Награды и премии
- Государственная премия СССР (1974) — за сборник стихов «Гиперболы» (1972)[36]
- Государственная премия РСФСР имени М. Горького (1966) — за книгу стихов «Первородство»[37]
- три ордена Трудового Красного Знамени (07.07.1965[38]; 1970[источник не указан 2701 день]; 21.05.1975[39])
- Золотой Орден Заслуг Венгерской Народной Республики (1949); обменян в 1962 г.[источник не указан 2701 день]
- Серебряный и золотой Ордена Труда Венгерской Народной Республики (1964 и 1970 годы выдачи соответственно).
- Орден «Кирилл и Мефодий» I степени (Болгария, 1976).

## Адреса
Омск

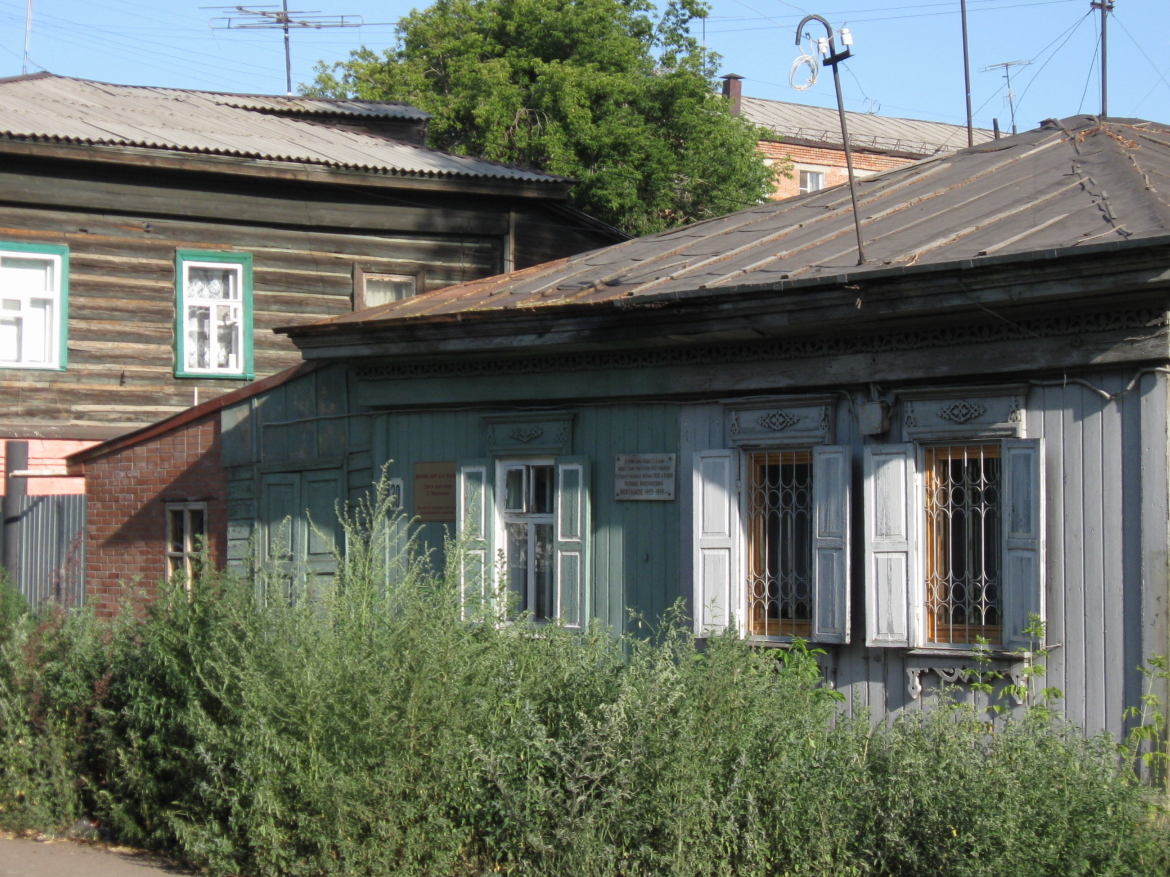
«Жилой дом А. П. Вальса» с мемориальной доской, напоминающей, что «здесь жил поэт Л. Мартынов»
(ул. Красных Зорь, 30)

- 1905—1909 — ул. Лагерная (ныне — ул. Жукова; дом не сохранился).
- 1909—1932, 1935—1946 — ул. Красных Зорь, д. 30 (до 1919 года — Никольский проспект). Памятник истории и культуры регионального значения «Жилой дом А. П. Вальса»[40], сохранившийся одноэтажный деревянный дом; ныне находится под угрозой сноса[41][42].

Вологда
- 1933—1935 — ул. Кузнецкая, 17[43] (ныне — ул. Авксентьевского; дом не сохранился).

Москва
- 1946—1957 — ул. 11-я Сокольническая, д. 11, кв. 11 (ныне — ул. 4-я Сокольническая; дом не сохранился).
- 1957—1980 — Ломоносовский пр-т, д. 19.

## Музыкальные произведения на стихи поэта
На стихи Мартынова написано немного песен, так как «внешне стихи Мартынова отнюдь не музыкальны». Одним из первых музыкальных произведений стала кантата И. Дунаевского «Мы придём!» (1945). Кантата была написана в годы войны и отличается «драматическим пафосом и скорбной торжественностью».
В пятидесятые годы М. Таривердиев написал вокальный цикл на стихи «Вода», «Листья», «Вечерело». У барда В. Берковского есть песня «Ты относишься ко мне, как к полям…». В 1980-х гг. В. Бутусов (рок-группа «Наутилус Помпилиус») в первом альбоме «Переезд» использовал венгерскую поэзию в переводе Мартынова («В итальянской опере», «Битва с магнатом», «Музыка», «Ястребиная свадьба»). В следующих альбомах «Наутилус» так же прибегал к поэтическим переводам Мартынова — «Князь тишины» Эндре Ади стал заглавной песней для пятого альбома «Наутилуса».
Александр Локшин написал симфонию № 9 для баритона и струнного оркестра на стихи Леонида Мартынова (1975 год). Антон Шатько — песню «Нежность». Опера Андрея Семёнова «Омский пленник», 1996—1997 гг. (по поэме «Правдивая история об Увенькае, воспитаннике азиатской школы толмачей в городе Омске»).
В 2001 году композитор Владимир Евзеров написал песню «Лира» на стихи Мартынова, которую спел Валерий Леонтьев.

## Память о поэте

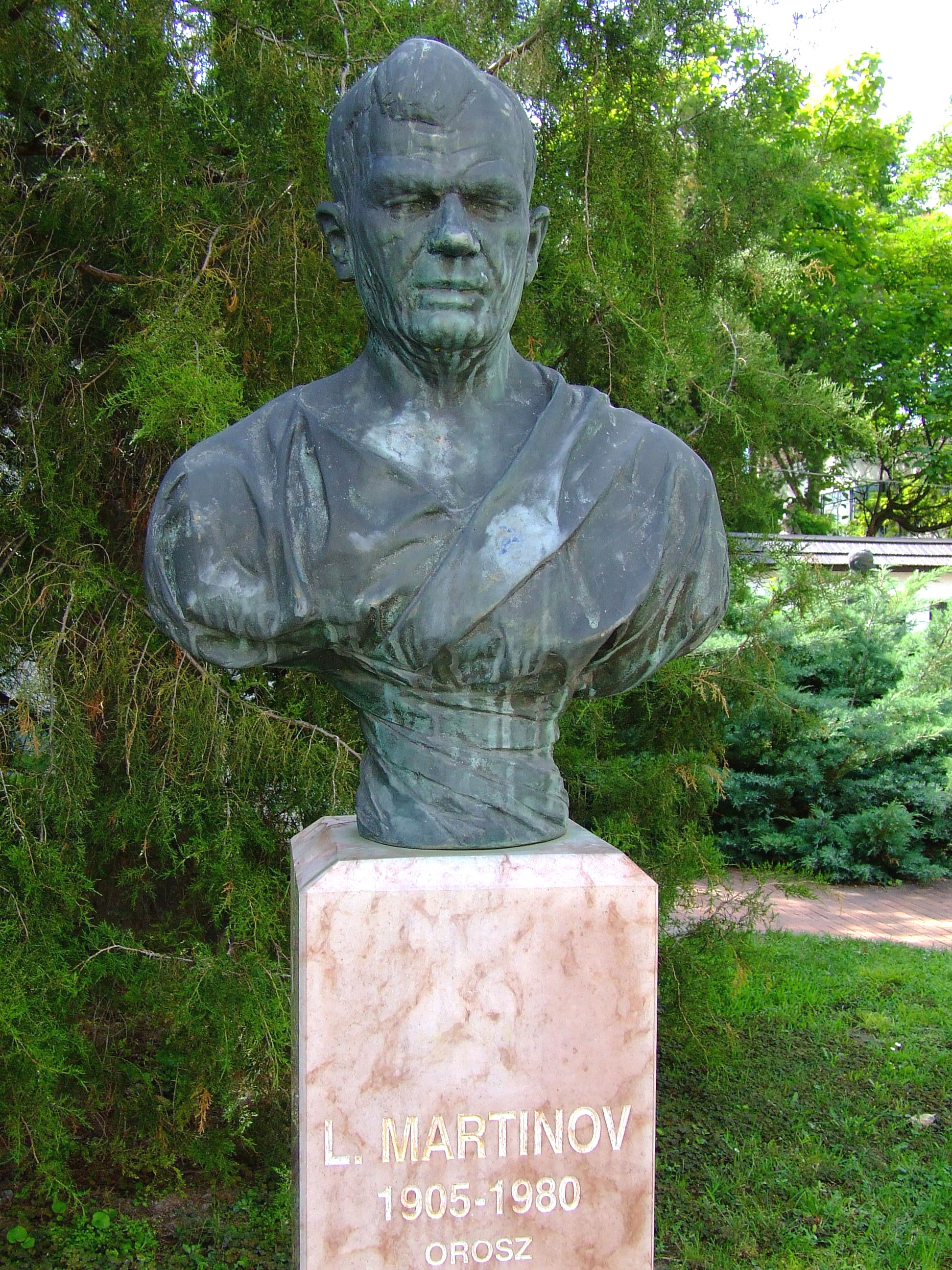
Памятник Л.Мартынову в доме-музее Ш.Петёфи (г. Кишкёрёш, Венгрия). Скульптор Т.Сабо

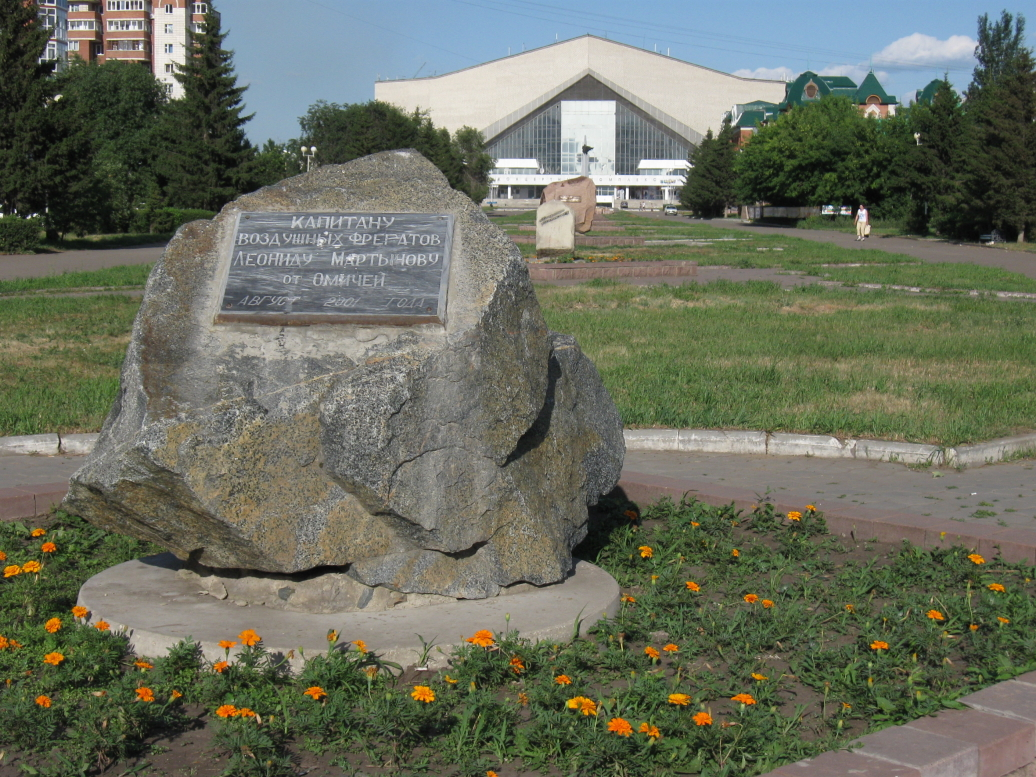
Мемориальный камень Л.Мартынову в Омске. Фото 2010 года

- В 1985 г. в доме-музее Ш. Петёфи в Кишкёрёшё (Венгрия) был открыт «парк» из скульптурных портретов крупнейших поэтов разных стран, переводивших Петёфи. 26 июля 1985 г. были установлены первые три памятника: поэтам Джузеппе Касони (Италия), Л. Мартынову и Ивану Вазову (Болгария). Памятник Л. Мартынову выполнил скульптор Тамаш Сабо (Tamás Szabó)[49]. В настоящее время в «парке» увековечены 14 переводчиков поэзии Петёфи. Эта венгерская скульптура остаётся единственным в мире памятником Л. Мартынову.
- В 1995 году именем поэта назван бульвар в Омске. Поэт на этой улице не жил, но жил недалеко отсюда, на ул. Красных Зорь, д. 30 (бывший Никольский проспект). В начале бульвара в 2001 году был заложен памятный камень (трехтонный базальтовый камень) со словами на гранитной доске: «Капитану воздушных фрегатов Леониду Мартынову от омичей». Сегодня на бульваре Мартынова есть целая аллея литераторов: установлены памятные знаки-камни литераторам, чьи судьбы связаны с Омском, в том числе современникам поэта: П. Васильеву, П. Драверту, Г. Вяткину, А. Сорокину и другим.
- Имя поэта присвоено одной из муниципальных библиотек Омска[50].
- В Омске, как правило — в мае, проходят «Мартыновские чтения». Всего они были четырежды: в мае 1983, 1985, 1995 и 2005 годов. В 2005 г. они проходили в рамках юбилейных мероприятий, посвящённых 100-летию Мартынова[51]. Исследователи сетуют, что литературное наследие Мартынова обширно, что ещё не всё напечатано, и многое затерялось в старых отечественных изданиях.

## Интересные факты
- 11 лет Мартынов жил в Москве по адресу 11-я Сокольническая улица, дом номер 11, квартира номер 11, в комнате площадью 11 квадратных метров. Число одиннадцать поэт считал счастливым и завещал в день смерти положить ему на грудь одиннадцать камней из своей коллекции[52].
- В юности Мартынов, катаясь на лодке с другом на Иртыше, из озорства «срезал нос» глиссеру, на котором, как потом выяснилось, находился и наблюдал за происходящим сам адмирал Колчак. На причале друзей поджидали офицеры с глиссера. Однако Верховный правитель сказал им: «Пропустите господ гимназистов!» — и инцидент был исчерпан[53].
- В 1932 году «антисоветский ссыльный литератор» Мартынов написал ходатайство о переводе его вне Севкрая. Спустя год Москва разрешила: «Можно направить в Ср. Азию». Однако за прошедшее время коренным образом изменилась личная жизнь поэта, и он написал новое заявление с просьбой оставить его в Вологде[54].
- Друзья Л. Мартынова, писатели, композиторы и художники:

А. Сорокин, Г. Вяткин, Я. Озолин, В. Уфимцев, В. Шебалин, С. Марков, Н. Мамонтов, Б. Жезлов, Н. Калмыков, В. Итин, К. Коничев, Н. Тихонов, П. Л. Драверт, А. Калинченко, Елена Коровай, А. Гидаш и А. Кун, С. Кирсанов, И. Эренбург, Б. Слуцкий, Н. Чуковский, В. Утков.

- В. Бутусов в первом альбоме «Наутилуса» использовал стихи венгерских поэтов в переводе Мартынова.
- Юрий Визбор высоко ценил поэмы Л. Мартынова, особенно «Тобольского летописца», и за день до смерти, в больнице, читал эту поэму вслух[55].
- Б. Слуцкий написал стихотворение «О Л. Н. Мартынове», которое имело подзаголовок «Статья»:

Мартынов знает, какая погода

Сегодня в любом уголке земли:

Там, где дождя не дождутся по году,

Там, где моря на моря натекли.

Идёт Мартынов мрачнее тучи.

— ?

— Над всем Поволжьем — ни тучи,

Или: — В Мехико-сити мороз,

Опять бродяга в парке замерз.

Подумаешь, что бродяга Гекубе?

Небо над нами все голубей.

Рядом с нами бодро воркует

Россыпь общественных голубей.

Мартынов выщурит синие, честные,

Сверхреальные свои глаза

И шепчет немногие ему известные

Мексиканские словеса.

Тонко, но крепко, как ниткой суровой,

Он связан с этой зимой суровой,

С тучей, что на Поволжье плывёт,

Со всем, что на этой земле живёт.
— Борис Слуцкий. Собрание сочинений в 3 т. — М.: Художественная литература, 1991

## Библиография

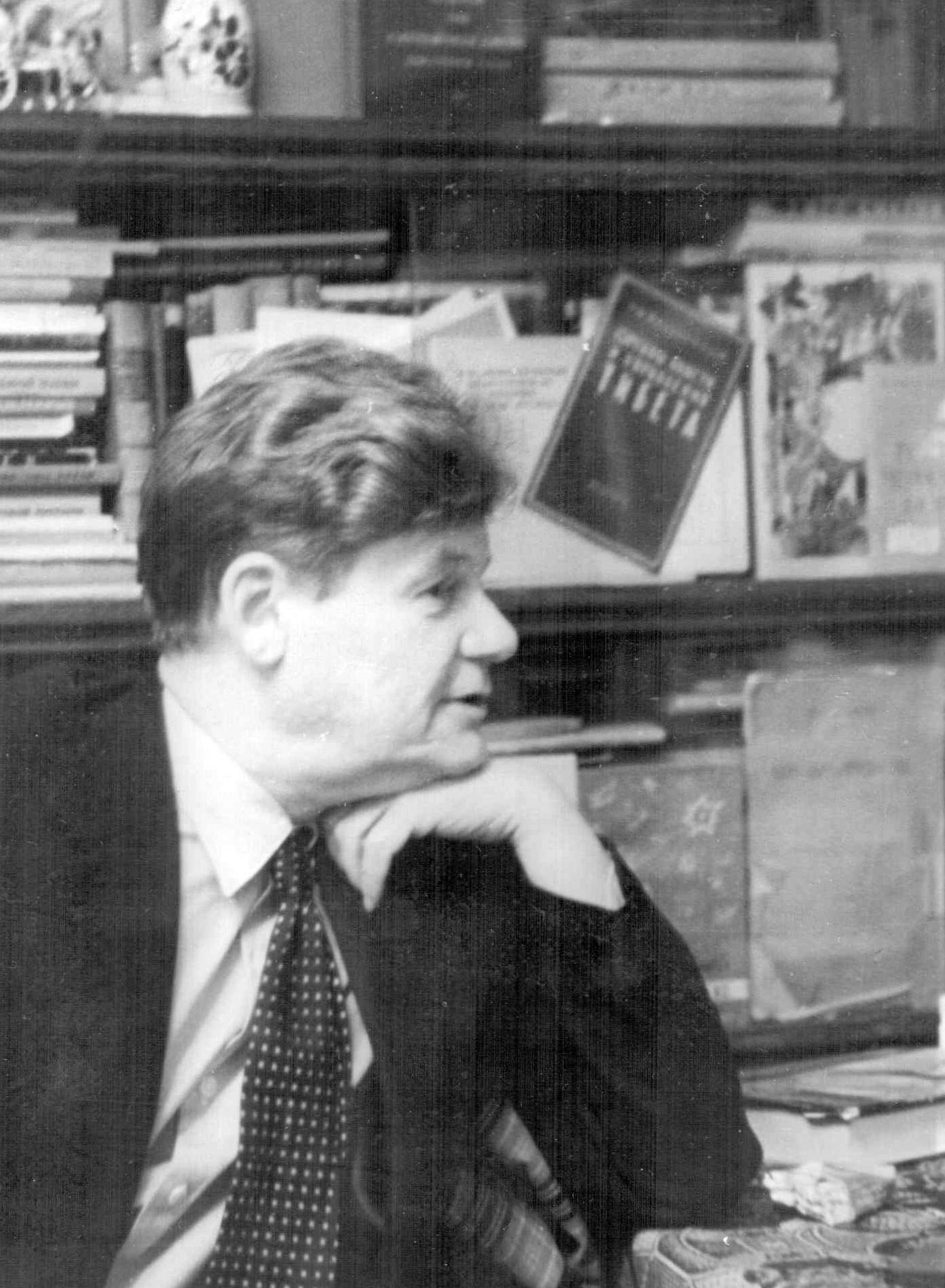
Л. Мартынов в своём кабинете. Москва, 1957 г. Фото В. Уткова

### Стихотворения, поэмы, проза
- Город в степи // Советская Сибирь. № 98 (1637) 30 апреля 1925 года. Ново-Николаевск.
- Маёвка // Советская Сибирь. № 99 (1638) 1 мая 1925 года. Ново-Николаевск.
- Грубый корм, или Осеннее путешествие по Иртышу: [Очерки]. — М.: Федерация, 1930. — 166 с.
- Стихи и поэмы. — Омск: Областное издательство, 1939. — 128 с.
- Крепость на Оми: [Исторический очерк]. — Омск: Омгиз, 1939 (на обложке: 1940). — 108 с. — 7000 экз.
- Поэмы. — Омск: Омгиз, 1940. — 108 с.
- Поэмы. — М.: Советский писатель, 1940. — 72 с.
- За Родину: Стихи. — Омск: Омгиз, 1941. — 36 с.
- Мы придём: Книга стихов. — Омск: Областное государственное издательство, 1942. — 52 с.
- Вперёд, за наше Лукоморье! — Омск, Омгиз, 1942[56]. — 32 с.
- Жар-цвет: Книга стихов. — Омск: Областное государственное издательство, 1943 (на обложке: 1944). — 68 с. — 9000 экз.
- Повесть о Тобольском воеводстве. — Омск: Омгиз, 1945. — 100 с. — 10 000 экз.
- Лукоморье: Книга стихов. — М.: Советский писатель, 1945. — 80 с. — 10 000 экз.
- Эрцинский лес: Книга стихов. — Омск: ОмГИЗ, 1945 (на обложке: 1946). — 132 с.
- Стихи. — М.: Молодая гвардия, 1955. — 104 с. — 10 000 экз. (переиздание: 1957. — 25 000 экз.).
- Лирика: Книга стихов. — М.: Советский писатель, 1958. — 120 с. — 10 000 экз.
- Стихотворения. — М.: Художественная литература, 1961. — 240 с. (Серия «Библиотека советской поэзии»).
- Новая книга. Книга стихов. — М.: Московский рабочий, 1962. — 112 с. — 60 000 экз.
- Поэмы / [Вступительная статья С. Залыгина]. — Новосибирск: Зап.-Сиб. кн. изд-во, 1964. — 162 с.
- Стихи. — М.: Правда, 1964 (Б-ка журнала «Огонёк»). — 32 с.
- Первородство: Книга стихов. — М.: Молодая гвардия, 1965. — 352 с.
- Стихотворения и поэмы в 2-х томах. — М.: Художественная литература, 1965. — 50 000 экз.
- Голос природы. Книга стихов. — М.: Советский писатель, 1966. — 168 с. — 50 000 экз.
- Стихотворения. — М.: Художественная литература, 1967. — 80 с. (серия «Библиотечка русской советской поэзии в 50 книжках»).
- Первородство: Книга стихов. — М.: Советская Россия, 1968. — 352 с.
- Людские имена: Книга стихов. — М.: Молодая гвардия, 1969. — 160 с. — 50 000 экз.
- Повесть о Тобольском воеводстве. — Новосибирск, 1970.
- Во-первых, во-вторых и в-третьих: Стихи разных лет. — М.: Молодая гвардия, 1972. — 304 с. — 50 000 экз.
- Гиперболы: Книга стихов. — М.: Современник, 1972. — 208 с. (переиздание: Стихи. — М.: Современник, 1978).
- Избранная лирика. — М.: Детская литература, 1973. — 192 с. — 50 000 экз.
- Воздушные фрегаты: Книга новелл. — М.: Современник, 1974. — 328 с. — 200 000 экз.
- Пути поэзии. — М.: Советская Россия, 1975 (Писатели о творчестве). — 96 с.
- Земная ноша: Книга стихов. — М.: Современник, 1976. — 240 с. — 50 000 экз.
- Собрание сочинений: В 3 т. — М.: Художественная литература, 1976—1977. — 75 000 экз.
- Узел бурь: Книга стихов. — М.: Современник, 1979. — 160 с.
- A book of poems. — Книга стихов. (Парал. рус.-англ.) — М.: Прогресс, 1979. — 230 с.
- Золотой запас: Книга стихов. — М.: Советский писатель, 1981. — 248 с. — 100 000 экз.
- Черты сходства: Новеллы. — М.: Современник, 1982. — 224 с.
- Река Тишина: Стихотворения и поэмы, 1919—1936. / Предисл. С. Залыгина. — М.: Молодая гвардия, 1983 (серия «В молодые годы»). — 176 с.
- Стихотворения и поэмы. — М.: Современник, 1985. — 336 с. (Библиотека поэзии «Россия»).
- Воздушные фрегаты: Новеллы. — Омск: Омское книжное издательство, 1985.
- Стихотворения и поэмы. — Л.: Советский писатель, 1986. — 768 с. (Библиотека поэта. Большая серия).
- Стихотворения. — М.: Советская Россия, 1987. — 336 с. (серия «Поэтическая Россия»).
- Избранные произведения в двух томах. — М.: Художественная литература, 1990. — 50 000 экз.
- Дух творчества: Стихотворения, поэмы. — М.: Русская книга, 2000.
- У дверей вечности: Стихотворения. — М.: ЭКСМО-Пресс, 2000.
- «Буря календарь листала…» — М.: Молодая гвардия, 2005.
- Избранное. — М.: Мир энциклопедий Аванта +, Астрель, 2008 (серия «Поэтическая библиотека»).
- Дар будущему: Стихи и воспоминания / Сост. Г. А. Сухова-Мартынова, Л. В. Сухова. — М.: Вече, 2008.

### Книги переводов
Большинство переводов вышли в коллективных сборниках переводов, хрестоматий, антологий. Ниже приведены семь книг переводов поэта.
- Такташ Х. Стихи / Пер. с татар. Л. Мартынова. Казань, 1948.
- Мадач Имре. Трагедия человека: Пьеса / Пер. с венг. Леонида Мартынова. М., 1964.
- Поэты разных стран: Стихи зарубежных поэтов в переводе Леонида Мартынова. М.: Прогресс, 1964. (Серия «Мастера поэтического перевода», вып.2).
- Такташ Х. Письма в грядущее: Стихотворения и поэмы / Пер. с татар. Л. Мартынова. Казань, 1971.
- Ади Э. Стихи / Пер. с венг. Леонида Мартынова. М., Худож. лит., 1975. — 192 с.
- Межелайтис Э. Голос / Стихи в пер. Л. Мартынова. Вильнюс, 1977.
- Вёрёшмарти М. Чонгор и Тюнде: Пьеса-сказка / Пер. с венг. Л. Мартынова. М., Худож. лит., 1984. — 212 с.

### О поэте
- Никульков А. Леонид Мартынов. Новосибирск: Зап.-Сиб. кн.изд-во, 1969.
- Дементьев В. В. Леонид Мартынов. Поэт и время. М.: Советский писатель, 1971 (1986 — издание второе, дополненное).
- Михайлов А. А. Поэзия в меняющемся мире: (о Леониде Мартынове) / Ал. Михайлов // Поэты и поэзия / Александр Алексеевич Михайлов.- Москва: Просвещение, 1978.- с. 7 — 43, портр.
- Лавлинский Л. Беседы с Леонидом Мартыновым // Поэт и критик. М.: Художественная литература, 1979. С. 3—56.
- Лавлинский Л. Мастерская вулкана (Беседы с Леонидом Мартыновым) // Мета времени, мера вечности: Статьи о современной литературе. М.: Художественная литература, 1986.
- Урбан А. Эпох соприкасатель (Леонид Мартынов) // В настоящем времени: Монография. Л.: Советский писатель, 1984. С. 210—253.
- Павловский А. Мирознание Леонида Мартынова // Советская философская поэзия. (Очерки). Л.: Наука, 1984. С. 83—127.
- Поварцов С. Над рекой Тишиной. Омск: Омское книжное издательство, 1988.
- Капитан воздушных фрегатов: К 90-летию со дня рождения Л. Н. Мартынова / Сост. И. Девятьярова. Омск: Департамент культуры и спорта администрации г. Омска, 1995.
- Сын Гипербореи: Книга о поэте. Омск: Инкомбанк, 1997.
- Воспоминания о Леониде Мартынове. Сборник. / Составители Г. А. Сухова-Мартынова и В. Г. Утков. М.: Советский писатель, 1989.
- Красников Г. Время собирать камни мироздания (Вступительная статья) // Л. Мартынов. Буря календарь листала. М.: Молодая Гвардия, 2005. С. 5—48.  (недоступная ссылка — история)
- Шайтанов И. Леонид Мартынов / Художественные поиски и традиции в современной поэзии //Русская литература XX века. Под ред. В. В. Агеносова. 11 кл. Ч.2. М.: Дрофа, 2007.[57]

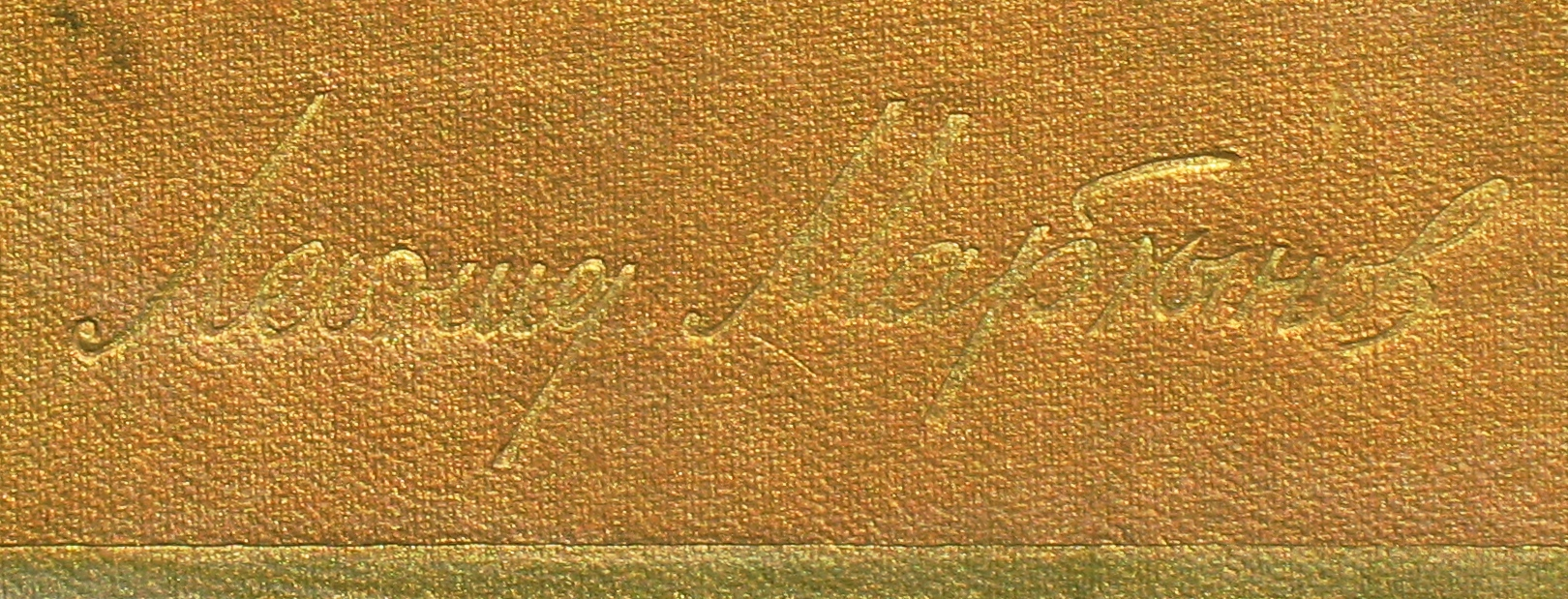
Автограф поэта

## Комментарии
1. ↑  Мартынов так описал те события:

…Мне сказали, что ко мне как к журналисту не имеется никаких претензий, а суть дела заключается в моей принадлежности к незаконной нелегальной группе «Памир». «Как, — сказал я, — нелегальной? О ней даже печаталось в газетах!» «Да, но она не была официально зарегистрирована», — сказали мне. «Я даже не знал этого, они без меня записали меня в группу», — сказал я. «Но вы не могли не знать, что член этой группы Павел Васильев занимался контрреволюционными хулиганствами — стрелял в портрет!» Я мог на это сказать только одно: я не знал. Я пытался защитить Пашку, говоря, что если он что-нибудь даже и делал, то делал по необразованности, хамству, по пьяной лавочке. «Вы не могли не знать, что, собираясь у Бессонова, члены этой группы занимались антисоветчиной». — «Я не принимал участия в таких сборищах, чтоб при мне занимались антисоветчиной». — «Как? Вы даже не слышали мерзких анекдотов Феоктистова?». Вот на это уж точно я не мог возразить ничего: слышал.

Словом, мы загремели. Загремели на Север. Я, Серёжа Марков, Анов и глупый бакенбардист Забелин. Но главные виновники происшествия усач Феоктистов, Юрочка Кариатида и Пашка остались целы и невредимы и ходили как ни в чём не бывало.— [11]
2. ↑  Андрей Калинченко — малоизвестный ныне иркутский писатель, автор повести «Аквамариновая река» (1940). Близкий друг Мартынова в то время. «Андрею я обязан многим» — так начинает Мартынов главу «Мой друг Андрюша» в книге «Стоглав».